# Irlanda ai Giochi della IX Olimpiade
L'Irlanda partecipò ai Giochi della IX Olimpiade, svoltisi ad Amsterdam, Paesi Bassi, dal 28 luglio al 12 agosto 1928,  
con una delegazione di 38 atleti, di cui 5 donne, impegnati in 6 discipline,
aggiudicandosi 1 medaglia d'oro.

## Medagliere
| Medaglia | Atleta              | Sport            | Evento              |
| -------- | ------------------- | ---------------- | ------------------- |
| Oro      | Patrick O'Callaghan | Atletica leggera | Lancio del martello |

## Risultati

### Pallanuoto
| Atleta | Classifica                                                                                       |                    |
| --- | ------------------------------------------------------------------------------------------------ | ------------------ |
| V · D · M Nazionale maschile irlandese di pallanuoto · Giochi olimpici - Amsterdam 1928 Dockrell · Fagan · Judd · McClure · Moore · J. O'Connor · M. O'Connor · Brady · Ellerker · CT : - | 9°                                                                                               |                    |
| Nazionale maschile irlandese di pallanuoto · Giochi olimpici - Amsterdam 1928 |                                                                                                  |                    |
| Dockrell · Fagan · Judd · McClure · Moore · J. O'Connor · M. O'Connor · Brady · Ellerker · CT: -                                                                                          | Dockrell · Fagan · Judd · McClure · Moore · J. O'Connor · M. O'Connor · Brady · Ellerker · CT: - | Irlanda (bandiera) |